# Felix II.
Svatý Felix II. (někdy též Felix III., pokud autor započítává do pořadí i vzdoropapeže Felixe II.; narozen v Římě, zemřel 492) byl římským papežem od 13. března 483 do roku 492 (udává se 1. březen). Jeho církevní svátek připadá na 25. února.

## Život
Za jeho pontifikátu došlo k prvnímu velkému střetu mezi papežem a konstantinopolským patriarchou Akakiem kvůli pokusu byzantských vládnoucích kruhů o smíření s monofyzity. Oba se navzájem (řečeno v dnešním jazyce) vzájemně exkomunikovali (tzv. Akakiánské schizma trvalo do roku 519).

## Odkazy

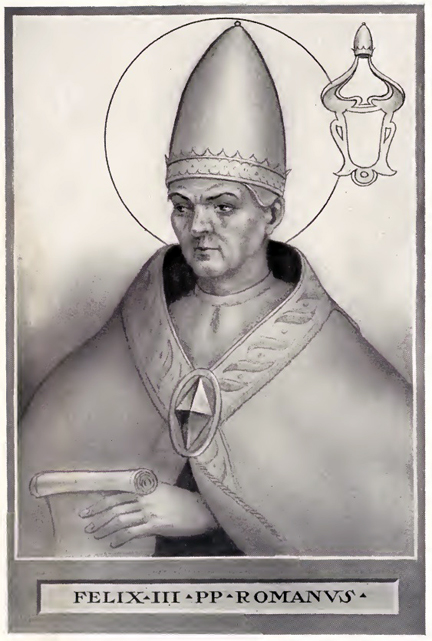
Ilustrace papeže sv. Felixe III.